# Draganovec
Draganovec falu Horvátországban, Kapronca-Kőrös megyében. Közigazgatásilag Kaproncához tartozik.

## Fekvése
Kaproncától 4 km-re délre a Bilo-hegység északi lejtőin fekszik.

## Története
A települést mint birtokot a 14. században "Dragan welg" (azaz Dragan völgy) néven említik. Neve legközelebb 1503-ban bukkan fel "Dragovščina" néven Gorbonoki István Fintich Péter kaproncai várnagynak írt panaszos levelében. Amint ebből kitűnik, a településnek már a 15. század  közepén szőlőhegye is volt, melyet Draganovšćak-dombnak neveztek.
A Kapronca melletti szőlőhegyek között 1671-ben említik a Szent Vid kápolnát. Építésének pontos ideje ugyan nem ismert, de közvetett forrásokból arra következtetnek, hogy a 17. század második felében épült. Sem az 1650-es, sem az 1659-es egyházi vizitáció nem említi, tehát mindenképpen ezt követően épülhetett. Az 1700-ból származó feljegyzés szerint a kápolna tölgyfa vázra erősített sárral tapasztott vesszőfonatból épült, melyet mésszel vakoltak fehérre. Bár mérete kicsi volt, a nyugati oldalon nyitott ablakoknak köszönhetően jól meg volt világítva. Felette fából épített torony magasodott közepes nagyságú haranggal. A bejárat előtt fából épített előtér állt. Tetőzete jó minőségű, mennyezete deszkázott, padlózata föld volt. A Szent Vid oltár mellett egy Szent József szobra is volt. Istentiszteletet Szent Vid napján tartottak benne. Temető nem volt körülötte, mivel senki sem lakott a közelében, két személy tartotta karban. 1768-ban Matija Petrović kanonok a kápolna megszüntetését javasolta, de az 1787-es, 1804-es és 1810-es egyházi vizitációkból kitűnik, hogy továbbra is fennállt. Megemlítik továbbá, hogy évente Szent Vid ünnepén Kaproncáról a plébániatemplomból zarándoklat indult a kápolnához. 
1886-ban a kápolna már romos volt, de Szent Vid ünnepét továbbra is ezen a helyen tartották. 1924-ben közelében keresztet emeltek. 1991-ben Szent Vid tiszteletére kulturális egyesületet alapítottak, mely új kápolna építését kezdeményezte. A kápolna építésére bizottság jött létre, mely később fel is építette azt.
A település Trianonig Belovár-Kőrös vármegye Kaproncai járásához tartozott. Lakosságát csak 1953-ban számlálták meg először önállóan, ekkor 336 lakosa volt. 2001-ben a falunak 422 lakosa volt

## Nevezetességei
Szent Vid tiszteletére szentelt kápolnája.

## Külső hivatkozások
- Kapronca város hivatalos oldala
- Kapronca város információs portálja
- Kapronca város turisztikai egyesületének honlapja